# 阿部信輔
阿部 信輔（あべ しんすけ、1974年7月4日 - ）は、日本のプロレスレフェリーである。埼玉県新座市出身。

## 経歴
実父は、全日本女子プロレスで極悪レフェリーとして注目されて活躍した阿部四郎である。2000年6月16日に、FMW後楽園ホールで阿部八郎の名でレフェリーとしてデビューする。
FMW倒産後、アルシオンのレフェリーを務め、2003年5月にZERO-ONE入団。メインのレフェリーを務める正統派のレフェリーである。
その後、ZERO1-MAXの他、ハッスルでもメインレフェリーを務めたが、2008年8月31日をもってZERO1-MAXを退団した。